# Robert Petitjean
Robert Charles François Petitjean (Ledeberg, 25 oktober 1887 - Brussel, 24 november 1951) was een Belgisch liberaal politicus.

## Levensloop
Petitjean was doctor in de rechten en werd beroepshalve advocaat. Hij werd in 1921 gemeenteraadslid en schepen in Sint-Joost-ten-Node. Van 1925 tot 1929 was hij ook provincieraadslid voor Brabant.
In 1929 werd hij verkozen tot liberaal volksvertegenwoordiger voor het arrondissement Brussel, mandaat dat hij vervulde tot in 1932. Van 18 mei 1931 tot 18 oktober 1932 was hij minister van kunsten en wetenschappen in de regeringen Henri Jaspar III, Jules Renkin I en Jules Renkin II. Van 1932 tot 1934 was hij provinciaal senator voor Brabant.